# Clare-Hope Ashitey
Clare-Hope Naa K. Ashitey (Enfield, Londres, 12 de febrero de 1987) es una actriz inglesa. Estudió en la Escuela de Artes Dramáticas de Southgate y en la Secundaria de Latymer.
Mientras todavía cursaba estudios universitarios, interpretó el papel de Kee en la película de Alfonso Cuarón Children of Men (2006). En 2018 protagonizó la serie dramática Seven Seconds.

## Biografía

### Primeros años
Ashitey nació en Enfield, hija de Tina, una asistente de medicina y de Paul, un dentista, ambos provenientes de Ghana. Ashitey cursó estudios primarios en el barrio de Brimsdown y en la secundaria de Latymer antes de iniciar estudios de artes dramáticas en Southgate. En 2009 obtuvo un título en antropología en la Escuela de Estudios Orientales y Africanos.

### Carrera
En 2006 interpretó el papel de Kee, una refugiada que debe ser protegida a toda costa en un ambiente apocalíptico en la película Children of Men, de Alfonso Cuarón. Un año después integró el reparto del filme de corte bíblico Exodus. En 2013 interpretó el papel de Lithofayne Pridgeon en el biopic sobre Jimi Hendrix Jimi: All Is by My Side y tres años después encarnó a Joan en la película de John Moore I.T.
Clare ha tenido una variedad de papeles en televisión, entre los que destacan las producciones Suspects (2014), Doctor Foster (2015), Shots Fired (2017) y Seven Seconds (2018).

## Filmografía

### Cine
| Año  | Título            | Papel    | Notas                                                 |
| ---- | ----------------- | -------- | ----------------------------------------------------- |
| 2005 | Shooting Dogs     | Marie    | Publicada en los Estados Unidos como Beyond the Gates |
| 2006 | Children of Men   | Kee      |                                                       |
| 2007 | Exodus            | Zipporah |                                                       |
| 2011 | Black Brown White | Jackie   |                                                       |
| 2012 | Candle to Water   | Shona    |                                                       |
| 2013 | All Is by My Side | Faye     |                                                       |
| 2016 | The White King    | Gaby     |                                                       |
| 2016 | I.T.              | Joan     |                                                       |

### Televisión
| Año       | Título         | Papel             | Notas        |
| --------- | -------------- | ----------------- | ------------ |
| 2010      | Coming Up      | Helen             | 1 episodio   |
| 2011      | Top Boy        | Taylor            | 2 episodios  |
| 2012      | Mrs Biggs      | Receptionista     | 1 episodio   |
| 2014      | Suspects       | DC Charlie Steele | 10 episodios |
| 2015-2017 | Doctor Foster  | Carly             |              |
| 2017      | Master of None | Sara              | 1 episodio   |
| 2017      | Shots Fired    | Kerry Beck        | 10 episodios |
| 2018      | Seven Seconds  | K.J. Harper       | 10 episodios |